# Elke Vierveijzer
Elke Vierveijzer (1988) is een Nederlandse liedschrijver, cabaretière en zangeres. 
Na de havo aan het Pleincollege in Bisschop Bekkers in Eindhoven volgde Vierveijzer de vooropleiding aan de Fontys Academie voor Drama en deed daarna het oriëntatiejaar aan het Bernard Lievegoed College for Liberal Arts (Vrije Hogeschool) in Driebergen-Zeist. Na haar hbo-opleiding communicatiemanagement aan Hogeschool Utrecht, waar ze in 2010 haar bachelor behaalde, begon Vierveijzer in datzelfde jaar aan de Koningstheateracademie in 's-Hertogenbosch, waar ze in 2014 afstudeerde. In 2015 deed ze mee aan het Amsterdams Kleinkunst Festival en eindigde daar, met haar muzikanten Michiel Wetzer en Joost Verbakel, op de derde plaats. In 2016 toerde ze met haar eerste avondvullende voorstelling, een ode aan Maarten van Roozendaal, die de titel 'Om te janken zo mooi' droeg. Daarna verscheen ze met haar eerste kleinkunstprogramma vol eigen werk: 'Zonder Genade'. 
In 2020 trad Vierveijzer, samen met Michiel Wetzer, op met de muzikale voorstelling 'LUCHT'. Voor deze voorstelling kreeg Vierveijzer op 25 oktober 2021 de Poelifinario in de categorie Kleinkunst, uitgereikt door de VSCD in theater Diligentia, Den Haag.

## Cabaretprogramma's
- 2016 - 2018: Om te janken zo mooi - een ode aan Maarten van Roozendaal
- 2018 - 2019: Zonder Genade
- 2020 - heden: LUCHT